# 딱좋아!
《딱좋아!》는 2001년 11월 19일부터 2002년 3월 15일까지 SBS에서 방송된 청춘시트콤인데 저조한 시청률로 기대 이하의 성적에 그쳤다.

## 방송 시간
| 방송 채널 | 방송 기간                          | 방송 시간                          | 방송 분량 |
| --------- | ---------------------------------- | ---------------------------------- | --------- |
| SBS TV    | 2001년 11월 19일 ~ 2002년 1월 18일 | 매주 평일 저녁 6시 40분 ~ 7시 10분 | 60분      |
| SBS TV    | 2002년 1월 21일 ~ 2002년 3월 15일  | 매주 평일 저녁 6시 35분 ~ 7시 5분  | 60분      |

## 등장인물
- 이성진(중도 합류)
- 이동욱(중도 합류, 36회~ )
- 유승준
- 안연홍(중도 합류)
- 박예진
- 김진아
- 정양
- 김형종
- 김주영
- 김정욱
- 조현재
- 이혜미
- 김창완
- 고명환
- 문천식
- 박형준
- 김창숙
- 김석훈
- 황인영
- 김유미
- 길수현
- 최우혁
- 홍인영
- 송종호
- 클릭비 (특별출연)
- 김태희 (특별출연)
- 김신록 (특별출연)
- 김사랑 (특별출연)
- 홍수현 (특별출연)
- 한희 (특별출연)
- 황윤미 (특별출연)
- 허영란 (특별출연)